# Њемачки идеализам
Њемачки идеализам (или Њемачки класични идеализам), скуп филозофија, система, доктрина и правац идеализма који се развијао у Њемачкој крајем 18. и у првој половини 19. вијека. Његови главни представници су Кант, Фихте, Шелинг и Хегел.
Идеализам, уз материјализам, је у филозофији најраширенији правац филозофирања који за полазиште у тумачењу свијета и живота узима неко натчулно начело, идеју, свијест, мисао или Бога; те је тако идеализам свака филозофија која дух сматра првобитним (почелом, првим принципом), а материју секундарном.
Израз идеализам долази од појма „идеја”, који је током историје постао судбоносан за европску филозофску мисао, и у његовом се разумијевању увијек огледа бит и домет неке идеалистичке позиције. Појам „идеја” води поријекло од индоевропског коријена „вид”, од којег потиче и староиндијско схватање Веда, латинско videre и словенско и српско вид(ј)ети, спознати, знати.
Филозофија њемачког идеализма родила се из оспоравања просвјетитељских скептичких, материјалистичких, емпиристичких и антиметафизичких свјетоназора (Weltanschauung: поглед на свијет). Њемачки идеалистички филозофи су, према томе, настојали да (раз)уму врате његову некадашњу надмоћ и величину као универзалном човјековом оруђу за разумијевање стварности и свијета.

## Историјски проблем њемачког идеализма
Краткоћа периода који подразумијева настанак и развој њемачког идеализма поставља три питања за његовог тумача. Прво је питање односа између Кантовог филозофског система и идеализма који га је наслиједио. Фихте и Хегел су себе сматрали „правим” Кантовим насљедницима. Сваки је тврдио да само његов филозофски програм на крају може да одбрани Кантову позицију, чинећи је кохерентном и супериорном у односу на све друге алтернативе. Кант (који је био жив све док Хегелов систем није коначно разрађен) није се слагао ни са једним ни са другим. Одлучно је негирао да Фихтеова Учење о знању (наука о знању) има било какве везе са ставом који је он заступао у Критици чистог ума. Које то јединство, ако постоји, држи уједињене кантовску и хегеловску мисао као позиције унутар једног периода филозофије? Хегел је, наравно, имао објашњење. Тврдио је да је развој од Канта преко Фихтеа и Шелинга до њега самог био неопходан развој од почетка (када још није било могуће разумјети основне импликације Кантове позиције) до краја у коме је идеалистичка филозофија постала кохерентна и универзална. Али ово хегеловско тумачење, иако широко прихваћено, није одбрањиво. Историчар који се бави овим периодом мора дати друкчији приказ његовог јединства. Друго историјско питање за тумачење овог периода је како оцртати односе међу самим идеалистима. Читав период можемо описати као главне контроверзе које су се дешавале између „ученика” и њихових „учитеља”. Ту спадају спорови између Фихтеа и Канта и кантоваца, између Фихтеа и Шелинга и између Хегела и Шелинга. Фихте је, на примјер, себе сматрао директним Кантовим насљедником, али је сам Кант ову тврдњу оштро одбацио. На сличан начин дошло је до напетости између Фихтеа и Шелинга. У почетку Фихтеов ученик, Шелинг је тврдио да је унаприједио идеалистички систем свога учитеља. Али касније се дистанцирао од Фихтеове позиције, описујући је као тек недовољног претходника сопственом „истинском” идеализму. Са појавом Феноменологије духа, избио је још један од ових раскола — овога пута између Хегела и Шелинга. Након своје полемике са Шелингом, Фихте је развио „нову” филозофију, која се у извијесној мјери може посматрати као реакција на оно што је Шелинг критиковао у свом ранијем систему. Фихте и Шелинг су се жустро спорили око ауторског поријекла ове „нове” филозофије. Читав период би се могао описати кроз ове и друге мање контроверзе. Да би се могао видјети на овај начин, потребно је разумјети касну филозофију Фихтеовог и Хегеловог система и касну Шелингову филозофију. Систематски проблем је то што су се током овог периода појавиле нове врсте филозофије без објашњења ни шта су оне биле ни како описати њихов систематски облик. Наилазимо на сличну ситуацију са Фихтеовим доприносима филозофији ума.

## Кантовa критика филозофије
Имануел Кант, (рођен 22. априла 1724. у Кенигзбергу, Пруска — умро фебруара 1804, у Кенигзбергу), један је од најистакнутијих мислиоца просвјетитељства. У његовој филозофији су сједињени нововјековни трендови које је започео Декартов рационализам и Бејконов емпиризам, те је тако Кант родоначелник новог доба у развоју филозофске мисли. Обухватан и ситематски рад у епистемологији (теорији сазнања), етици и естетици који је спровео, снажно је утицао на сву наредну филозофију, посебно на различите кантовске и новокантовске школе и идеализам.
Његова Критика чистог ума (1781; 1787) расправља о природи сазнања у математици и физици (физика код Канта значи природна наука) и показује немогућност сазнања у традиционално схваћеној метафизици. Кант је тврдио да су претпоставке математике и физике, за разлику од оних из метафизике, „априроно синтетичке”, у смислу да се односе на предмете могућег искуства (синтетичке), али у исто време спознатљиве прије или независно од искуства (априорно), чинећи их тако нужно, а не само контингентно истинитим. Слично томе, физика (природна наука) је априорно синтетичка јер у свом уређењу искуства користи концепте („категорије”) чија је функција да пропишу општи облик који чулно искуство мора да поприми. Метафизика у традиционалном смислу, схваћена као сазнање о постојању Бога, слободи воље и бесмртности душе, није могућа, јер ова питања превазилазе свако могуће чулно искуство.

### Извијесност начела
Откуд сигурност (извијесност) начела? Наиме, по Канту, немогуће је сумњати у то да ми у начелима супстанције и узрочности схватамо својства самих предмета које сазнајемо као ни да у моралном закону сазнајемо апсолутно начело човјековог понашања, а у Лијепом атрибут универзалне вриједности. Али та сигурност, увјереност неспојива је са оним учењима 18. вијека по којима су начела сазнања и знања изведена из сензације (јер Хјум је доказао да појам о узроку не може имати узор ни у каквом утиску); та увјереност је неспојива са учењима која морални живот своде на егоистичку рачуницу или која суд о томе шта је Лијепо доводе у зависност о пуком субјективном утиску; јер из пасивне сензације (из примљеног утиска из „дјеловања предмета” на човјека и осјећања) не може се развити никаква човјекова активност — ни интелектуална ни морална, ни естетска. С друге стране, и супротно ономе што су вјеровали неки рационалисти, ниједно од тих начела не може се логички доказати, тј. свести на идентичне ставове.
Дубока оригиналност Канта је у томе што је схватио ум као активност, а не више као представу или слику („идеју”) и што је, затим, утврдио да је та активност веома различита, већ према томе да ли се испољава у науци, моралу или умјетности. Свака од тих трију великих вриједности захтијева и поставља различит ниво реалности, а те три реалности су међусобно спојиве захваљујући управо тој међусобној различитости: претпоставка науке је детерминизам, а морала слобода: али наука (умјетност) и морал су савршено спојиви у јединство под условом да детерминизам важи за феномене, док је слобода својство само ноуменона, „ствари по себи”.

### Услови науке
Циљ Критике чистог ума је да докаже како науке, које су детерминистичке, траже да им предмет буду само феномени (реални свијет). Основне црте тог доказивања кажу: „Мада читаво наше сазнање почиње са искуством, ипак због тога не проистиче све сазнање из искуства.” Кант је подједнако и против догматског рационализма и против наивног емпиризма. „Мислити значи судити о” нечему, сазнати свијет расуђивањем о нечему; а расуђује се сензацијама, и то са становишта једног одређеног појма, те расуђивати значи довести сензације у везу са тим појмом, ујединити их и конституисати у предмет мисли. Да би нешто било предмет мисли, оно мора бити квантитет или квалитативни интензитет, или супстанција или акциденција, узрок или посљедица: само на тај начин може сензација бити конституисана у предмет мисли: а сваки од тих начина конситутисања нечег у предмет мисли је — категорија или појам разума. Чулни податак можемо поједноставити до крајности, одузимајући му све осим оних услова без којих тог чулног податка нема. Ти стални услови су: простор и вријеме, који су априорни облици (форме а приори) искуства и чулности. Исто тако и из појмова можемо одстранити све што није неопходан услов да би се један предмет (објекат) мислио, па ћемо тако појмове свести на категорије квантитета, квалитета, релације — који су атрибути сваког предмета уопште. Оно што ће бити заједничко сваком предмету јесте да он представља једну чисту различитост која је сједињена у јединству једног акта мисли идентичног самом себи (ја мислим), који се врши према категоријама. Чулно опажање без (већ заснованог) појма било би слијепо; с друге стране, појам или разумска категорија је празна без чулног опажања. Из тога што је чулни опажај услов да нешто буде предмет искуства, слиједи да су предмети (наше мисли) само феномени, пошто сазнање не схвата саме ствари, него само начин на који је на нашу душу утицала нека ствар по себи (или ноумен), која је потпуно несазнатљива. С друге стране, појмови или категорије разума, који су мисао о предмету уопште, могу нам служити само за мишљење о „феноменима”, јер је људски разум тако конституисан да он не гледа непосредно саме ствари (није интуиција), те појмови не могу бити сами, без помоћи искуства (чулне интуиције), ни одредити предмет мисли. Кант настоји да покаже како читава метафизика потиче од претензије ума да разумски, без посредства искуства, мисли о „ствари по себи”, да схвати саму ту ствар по себи, супстаницију душе, свемир као цјелину, узрок свих ствари, или Бога.

### Услови морала
Наука нас држи на слоју феномена, међутим, морал нас, напротив, диже на слој апсолутне или ноуменалне реалности, те захтијева да ми саме себе мислимо као ствар по себи; јер једино истинско добро је воља, а то је воља која дјелује онако како треба, по дужности. Дјеловати овдје значи дјеловати по једној заповијести категоричког (безусловног и необразложеног) императива. Ако се укине сваки услов неког императива, остаје само облик универзалног закона. Императив, значи, налаже да се може, не противрјечећи себи, хтјети да начело једног дјеловања буде постављено као универзални закон. Лаж, на примјер, не може постати такав закон, а да при томе не уништи саму себе. Очигледно је да тај императив може бити такав само за слободну вољу, а слободна воља је независност од сваког феноменског детерминизма. Као морално биће, човјек је, дакле, ноуменални узрок својих поступака (или одустајања од истих). Уосталом, таквог императива не би могло бити, а да се при томе не постулира апсолутна слобода, бесмртност душе и постојање праведног Бога.

### Услови Лијепог
По Канту, Лијепо не посједује ни оно што је вјеровао Платон, тј. реалност ноуменона, ни објективну реалност једног феномена, пошто није својство ствари, него је начин на који ми себи ствари представљамо. У сазнању феномена, предмет је настао тек кад смо разноликост, дату маштом, повезали појмом. Другим ријечима сама операција тече на сљедећи начин: „лијепим” називамо онај предмет који нам ту операцију чини могућом. Тако испада да је Лијепо „сврховитост без сврхе”, склад који се, и без одређене мисли, успоставља између маште и разума. Под таквим условом, Лијепо је универзално и неће више зависити од промјенљивог осјећања.

### Проблем сазнања
Хјумов скептицизам је експлицитно полазишна тачка за филозофију Имануела Канта, који је признао да га је Хјум пробудио из његовог „догматског дремежа”. Иако је Кантова каснија критичка филозофија наглашавала ограниченост људског (раз)ума, то је чинила на начин који је на крају потврдио традиционалном филозофијом о њему постављене тврдње.
Пратећи француског филозофа и математичара Ренеа Декарта, Кант је инсистирао да свако испитивање човјековог сазнања мора поћи од испитивања когнитивних способности кроз које се оно стиче. Овај општи приступ је постао карактеристичан за каснији њемачки идеализам и извршио је огроман утицај на континенталну филозофију 19. и 20. вијека. У својој Критици чистог ума (1781; 1787), Кант је проницљиво примијетио да је „само отворен критички пут”, што значи да сваки приступ проблему сазнања који не поштује његова ограничења, ризикује да падне у окорјели метафизички догматизам.
Проблем сазнања је, према Канту, објаснити како неки судови о свијету могу бити нужно истинити те стога спознати а приори, или независно од искуства (а постериори). Све до Канта, сви емпиријски судови су сматрани подложним сумњи, јер је људско искуство инхерентно погрешиво. С друге стране, сви априорни судови, као што је „Све нежење су неожењени”, сматрани су садржајно испразним, јер нису носили никакву информацију која већ није садржана у концептима од којих су саздани (бити нежења значи бити неожењен). Према томе, да би људско сазнање о свијету било могуће, морали би постојати судови који су (истовремено) и емпиријски и априорни.
Генијалност и оригиналност Кантове филозофије је у средствима помоћу којих је створио мјесто за такве судове. У ономе што је у „Предговору” (1787) другом издању Критике чистог ума описао као своју „коперниканску” револуцију, предложио је да сазнање не треба да зависи од усклађености суда са предметом из искуства; него би само постојање једног таквог предмета у искуству зависило од његове усклађености са људским сазнањем.
Досада се претпостављало да се све наше сазнање мора управљати према предметима; али под овом претпоставком пропадали су сви покушаји који су чињени да се о предметима испослује нешто а приори помоћу појмова, чиме би се наше сазнање проширило. Због тога нека се једном докаже да ли у проблемима метафизике нећемо боље успевати ако претпоставимо да се предмети морају управљати према нашем сазнању, што већ боље одговара захтеву могућности једнога њиховог сазнања а приори које о предметима треба да утврди нешто пре него нам они буду дати.— „Предговор другом издању” (1787), Критика чистог ума, стр. 20
Тако ће се закључити да ствар може бити „предмет могућег искуства”, само ако је, у одређеним аспектима, у складу са човјековим сазнањем. То је због тога што је способност интуиције — која прима појавности или „феномене” искуства — грађена концептима простора и времена, и зато што је способност разумијевања — којом се уређује појавности прихваћене кроз интуицију — грађена концептима груписаним под општим појмовима квантитета, квалитета, односа и модалитета. Чињеница да су простор и вријеме облици могућег искуства, а не уопштавања изведена из искуства, објашњава, на примјер, како судови геометрије могу бити и емпиријски (о искуству) и спознати а приори. Слично томе, суд „Сваки догађај има узрок” је и емпиријски и априоран, јер је узрочност (каузалност: под насловом „однос”) један од концепата који је разумијевање наметнуло искуству, а не генерализација (уопштавање) изведено разумијевањем из самог искуства.
Над феноменом искуства, према Канту, постоји област „ноумена”, на примјер, „ствари по себи” која је у принципу неспознатљива. Грешка традиционалне филозофије је у претпоставци да разум може искористити априорне принципе за извођење метафизичког сазнања о стварима изван граница сваког могућег искуства. У том смислу скептичари су били у праву кад су критиковали традиционалне доказе о постојању Бога или бесмртности душе као испразни догматизам.
Не изненађује да ниједан од Кантових главних антагониста није био задовољан новом критичком филозофијом. За скептике, Кантово разликовање између феномена и ноумена личило је на ранију метафизику. Ако је сазнање о „ноуменалном царству” немогуће, на основу чега би сада Кант мога да тврди да оно постоји? Зашто се уопште позивати на њега? За догмаричаре, напротив, Кантова наводна одбрана моћи разума уступила је превише терена антиметафизичком табору.

## Фихтeова теорија науке
Прелаз од критичке и аналитичке на генетичку и дијалектичку филозофију започео је већ са Фихтеом, мада је имао своје претходнике у дјелима Карла Леонхарда Рајнхолда, Саломона Мајмона и Готлоба Ерснта Шулцеа.
Јохан Готлиб Фихте, радио је као професор универзитета у Јени од 1792. до 1795. године. Због оптужбе за атеизам (пошто је Бога схватао као морални поредак, а не као личност), морао је напустити Јену и одлази у Берлин гдје борави од 1799. до 1805., све док није именован за професора у Ерлангену. У Берлин се враћа 1806. и 1807. и 1808., када у граду окупираном од Француза држи низ предавања о мисији њемачке нације груписаних под насловом „Говори њемачкој нацији”. Његово животно дјело је Учење о науци (заправо: Теорија науке, или боље Наука о знању, Wissenschaftslehre). Ово дјело је изложено у осам варијанти, од којих су, за праћење Фихтеове мисли најважније оне из 1794, 1801 и 1804. године. Популарно излагање Учења о науци је објављено под насловима: Људска судбина (1800) и Упућивање у блажени живот (1806).
Полазиште Фихтеовог мисаоног развоја је филозофија о „Ја” (1794): „Ја” поставља само себе — и то је у првом моменту, једини Фихтеов став; из тога става настоји да — самом дијалектиком — изведе конструкцију спољашњег свијета и морални императив, теоријски ум и практички ум.
Постављајући само себе, „Ја” се одмах одређује тако да буде ограничинео са „не-Ја”, јер такав је принцип свих наших исказа о спољашњем свијету: ти искази настају из једне врсте наизмјеничности и узајамност: у сензацији (тј. у пасивној изложености нашег „Ја” спољашњем свијету) „не-Ја” одређује наше „Ја”, а ово одређује „не-Ја” на тај начин што му намеће своје форме („Ја”-форме), тј. просторност и узрочност. Тако је човјеков дух наизмјенично реалистички и идеалистички: реалистички је кад за принцип одређења нашег „Ја” узима спољашњи свијет или „не-Ја”, а идеалистички је кад нашем „Ја” налази узрок својстивма тога „не-Ја”, тј. спољашњег свијета. Али та наизмјеничност се за теоријски ум завршава у неуклоњивом реализму, потврђивањем једног „шока” који долази споља и који никако не може бити асимилован у „Ја” или сведен на „Ја”. Тако је тим реализмом нанијет ударац неограниченој сувјерености нашег „Ја”, које се поставило као апсолутно и спољашњим свијетом неусловљено. Ту противрјечност може укинути само практички ум, онакав како га је схватио Кант, јер само у практичком уму „Ја” се поставља као граница која ограничује „не-Ја”. Испуњавањем моралног закона постепено нас ослобађа притиска спољашњег свијета и, на нивоу коначног и ограниченог „Ја”, отјеловљује апсолутну (бесконачну) слободу.
Након другог периода у којем се Фихтеова филозофија, по свему судећи, опредјељује (око 1801) за реализам и у којем знање налази свој основ у незнању, Фихте, у трећем периоду (почев од 1804) доспијева до филозофије апсолутног. Трансцендентална анализа ума прелази у једну феноменологију филозофског знања, која показује да само рефлексивна мисао може бити простор на којем се за човјека збива откровење апсолутног, док друге сфере човјекове активности (опажај, друштвени, морални, религиозни чин), мада представљају апсолутно у своме роду, нису цјеловита откровења самих себе.
Фихте је зачетник модерне филзофије: он настоји да елиминише свако тапкање филозофије за теологијом или догматизмом и израђује апсолутну филозофију слободе.

## Шелингова органска теорија природе
Фридрих Вилхелм Јосеф фон Шелинг (1775 – 1854), наслијеђује Фихтеа као професор на универзитету у Јени од 1798 до 1803., те у Вирцбургу од 1803 до 1806; затим је именован за генералног секретара Академије ликовних умјетности у Минхену и ту је све до 1820. године. Од 1820 до 1826 је поново професор сада на универзитету у Ерлангену; од 1827 професор на универзитету у Минхену, а од 1841. у Берлину. Објавио дела: Идеје за једну филозофију природе (1797); Излагање мог система (1801); Бруно (1803; у којем излаже филозофију идентитета); Филозофска истраживања о суштини људске природе (1809), гдје се наговјештава филозофија развијена у списима објављеним послије његове смрти: Филозофија митологије, Филозофија откровења, Епохе света.
Шелинг схвата природу као органску цјелину. Његова филозофија природе изводи нужности природних сила из игре супротности сасвим сличних супротностима Фихтеовог „Ја” и „не-Ја”, само што су двије супротности код Шелинга (у Шелинговом појму природе као бића) — тежина и свјетлост. Оне се коначно мире, а њихова помиреност је „организам”. Та помиреност није неки идеал који тек треба достићи бесконачним прогресом, него је већ постигнута: у тој већ постигнутој помирености и јесте оно што зовемо организмом. Шелингово настојање у филозофији се заправо састоји у томе да у њу интегрише осјећање природе, посреднице између човјека и божанства: то осјећање је основа њемачке романтичарске поезије: тако се Шелинг супротставља и Канту и Фихтеу.
Затим трансцендентална филозофија или филозфија духа (1800 – 1809), приказује умјетност као израз духа који прожима органске силе природе и поистовјећује се са њиховом стваралачком снагом. Тако је умјетност откривање божанског у стварима. Најзад (послије 1809), Шелингова филозофија религије и митологије настоји да схвати смисао обреда и митова. Дошавши, у томе настојању, и до размишљања о настајању коначних ствари, Шелинг не тражи узрок њиховом постанку у апсолутном, него у потпуно слободној и случајној иницијативи коју он назива „слободом”: слобода је чин којим ствари, њиховим издвајањем из апсолутног, постају појединачне и одјељене. Под утицајем њемачког мистика Јакоба Бемеа (Jakob Böhme; 1575 – 1624), Шелингова филозофија узима нови правац и постаје приказ о настајању Бога и свемира, тј. теогонија и космогонија, или штавише, теозофија. Шелингову филозофију се тешко може сматрати системом, већ прије низом генијалних творевина и нових визија, које коначно имају велику сугестивну моћ.

## Хегелова дијалектика
Георг Вилхелм Фридрих Хегел (1770 – 1831), од 1807. ради као приватни доцент на уневерзитету у Јени, а од 1818. до смрти на универзитету у Берлину. Његова дјела су: Феноменологија духа (1807), Наука логике (1812 – 1816, у три тома), Енциклопедија филозофских наука (1817), Основне црте филозофије права (1821). Посмртно издата дјела: Предавања из филозофије историје, историје филозофије, естетике и филозофије религије.
За Хегела је филозофија прије свега мисао о животу, али не о животу схваћеном биолошки, него о ономе који је свеукупност „духовних” односа међу људима. За разлику од логике, која формулише статичке везе и односе измеђе завршених готових појмова, дијалектика се састоји управо у непосредном сагледавању историјског настајања „духа народа”. То настајање је дијалектичко, јер се оно збива кроз супротности између стања и појмова и јер те супротности захтијевају да буду разријешене ширим и конкретнијим појмом који укида и превазилази супротности, али их и чува у себи — као моменте свог формирања; на примјер веза супротности између господара и роба, која је карактеристична за аничко грчко и латинско друштво, веза у којој је господар имао право над животом и смрћу роба (теза или први момент — тријумф материјалне силе), уступила је мјесто једној духовној религији у којој је роб тријумфовао над господаром на тај начин што га је оптеретио нечистом савјешћу (тријумф духа као вриједности други моменат или антитеза); та супротност налази своје рјешење у помирењу духа и силе: у реалном људском дјеловању на свијет; различите историјске облике тога дјеловања анализира Феноменологија духа.  На тај начин, Феноменологија духа је опис историјског кретања у коме, или помоћу кога се природна свијест уздиже од најелементарнијег живота, од чулног и историјског учешћа у свијету „овдје и сада”, све до апсолутног знања. Велика Логика је највиши моменат Хегелове филозофије; она је довршење Феноменологија духа и јасно оцртава саму суштину духа, а конкретну и симболичну слику дао је историјски развој.
Дијалектика Логике излаже универзалну структуру Апсолутног духа: као дијалектику бића и небића који се узајамно негирају и мире у настајању, као генезу логичких категорија мисли, као генезу природних сила и, најзад, као генезу великих духовних функција човјечанства (свијести, друштва, историје, умјетности, религије, филозофије). Филозофија је, дакле, својом структуром једно тројство: „логичке мисли”, „природе” и „духа”. „Логичка мисао” или „мисао идеја у себи” је теза (једна супротност), „природа” или „мисао (идеја) изван себе” је друга супротност (антитеза), а највиши моменат, синтеза и помирење тих двају супротности је „дух” или „мисао (идеја) за себе”. Од Канта до Хегела филозофија саму себе представља као продубљивање „духа”, па је при том дух представљен на сљедећи начин: у Кантовој филозофији „дух” мисли себе као моћ сазнања света, у Фихтеовој, као основу логичке афирмације и као субјект чина, у Шелинговој као моћ општења са природним силама, а у Хегеловој филозофији „дух” мисли самог себе као божански дух и субјект историје. У ствари, Кант и Фихте представљају критичку и рефлексивну инспирацију филозофије, а Шелинг и Хегел догматску и религиозну. Али, Хегелова мисао је, својим конкретним карактером и историјским предметом, извршила знатан историјски утицај: она је непосредно инспирисала Маркса и марксизам, егзистенцијализам и читаву модерну филозофију историје.